# La ragazza e il generale
La ragazza e il generale (br A Jovem e o General) é um filme ítalo-francês, de 1967, dos gêneros drama, guerra e romance, dirigido por Pasquale Festa Campanile,  roteirizado pelo diretor, Massimo Franciosa e Luigi Malerba, com música de Ennio Morricone.

## Sinopse
Primeira Guerra Mundial, uma estranha amizade surge, quando soldado italiano, isolado de sua unidade, une-se a bela garota, para conduzir um general austríaco, por ele capturado.

## Elenco
- Rod Steiger....... o General
- Virna Lisi....... Ada
- Umberto Orsini....... Soldado Tarasconi